# Bitwa pod Aguere
Bitwa pod Aguere – bitwa stoczona 14 listopada 1494 pomiędzy Kastylijczykami (1000 ludzi) i Guanczami (ok. 5000 ludzi), jeden z epizodów podboju Wysp Kanaryjskich.

## Tło
Alonso Luis Fernández de Lugo rozpoczął podbój Teneryfy 1 maja 1494, po kilku wcześniejszych, nieudanych próbach podporządkowania wyspy Kastylii. Teneryfa była wówczas ostatnią wyspą archipelagu Wysp Kanaryjskich, która opierała się europejskiej inwazji od czasu, gdy Lugo opanował Gran Canarię i La Palmę. Wyspa była wówczas podzielona pomiędzy 9 królestw rządzonych przez osobnych wodzów, z czego 4 zdecydowało się na współpracę z najeźdźcami.
W stoczonej kilka miesięcy wcześniej I bitwie pod Acentejo oddział Kastylijczyków pod wodzą Lugo złożony z 900 piechurów i 140 kawalerzystów stoczył walkę z Guanczami, którzy liczyli ok. 5000 ludzi. Oddział Lugo po wkroczeniu w wąskie wąwozy chroniące wnętrze wyspy wpadł w pułapkę zastawioną przez licznych Guanczów pod wodzą Bencomo i Tinguarro, którzy wykorzystali korzystne dla siebie ukształtowanie terenu oraz gęstą roślinność. Ok. 300 ludzi Tinguarro zablokowało wyjście z wąwozu, natomiast liczniejszy oddział Bencomo zaatakował Kastylijczyków od tyłu. W tamtym starciu konkwistadorzy stracili przynajmniej 500 ludzi, w tym 300 kanaryjskich sprzymierzeńców.

## Bitwa i następstwa
Lugo przeżył bitwę, wycofał się na Gran Canarię i powrócił na wyspę z silniejszym oddziałem i stoczył z tubylcami bitwę pod Aguere, na otwartym terenie, gdzie mógł wykorzystać swoją przewagę techniczną. Europejczycy rozpoczęli bitwę od salwy artyleryjskiej, a następnie nastąpiła szarża kawalerii ubezpieczanej przez piechotę. Efektem starcia było zdecydowane zwycięstwo Kastylijczyków.
W następnym okresie podboju wyspy nie miało miejsca więcej bitew, Guanczowie prowadzili walkę partyzancką, na którą Kastylijczycy reagowali organizując ekspedycje karne, polegając na sile piechoty oraz jeździe, a broń palną wykorzystywano w niewielkim stopniu. Do ich zwycięstwa przyczyniło się także przywleczenie na wyspę europejskich patogenów, które spowodowały wśród Guanczów epidemię.
W lutym 1496 podbój Teneryfy został zakończony.